# Port lotniczy Viqueque
Port lotniczy Viqueque (port. Aeroporto Viqueque, IATA: VIQ, ICAO: WPVQ) – port lotniczy zlokalizowany w mieście Viqueque (Timor Wschodni).